# Гранули Фордайса
Гранули Фордайса — це видимі сальні залози, які є у більшості людей. Вони з'являються на статевих органах та/або на обличчі, губах, у роті, навколо сосків. Вони мають вигляд маленьких, безболісних, випуклих, блідих, червоних або білих горбиків розміром від 1 до 3 мм. в діаметрі. Можуть з'являтися на калитці, стовбурі статевого члена або на статевих губах, навколо сосків, а також на внутрішній поверхні (ретромолярній слизовій оболонці) і червоній облямівці губ обличчя.
Гранули Фордайса не є хворобою та не є інфекційними, а радше являють собою природне явище в організмі. Тому лікування не потрібно. Люди з таким явищем іноді звертаються до дерматолога, оскільки хвилюються, що можуть мати хворобу, що передаються статевим шляхом (особливо генітальні бородавки) або якусь форму раку.
Але деякі захворювання можуть бути схожими на Гранули Фордайса, наприклад захворювання, що передаються статевим шляхом.

## Опис

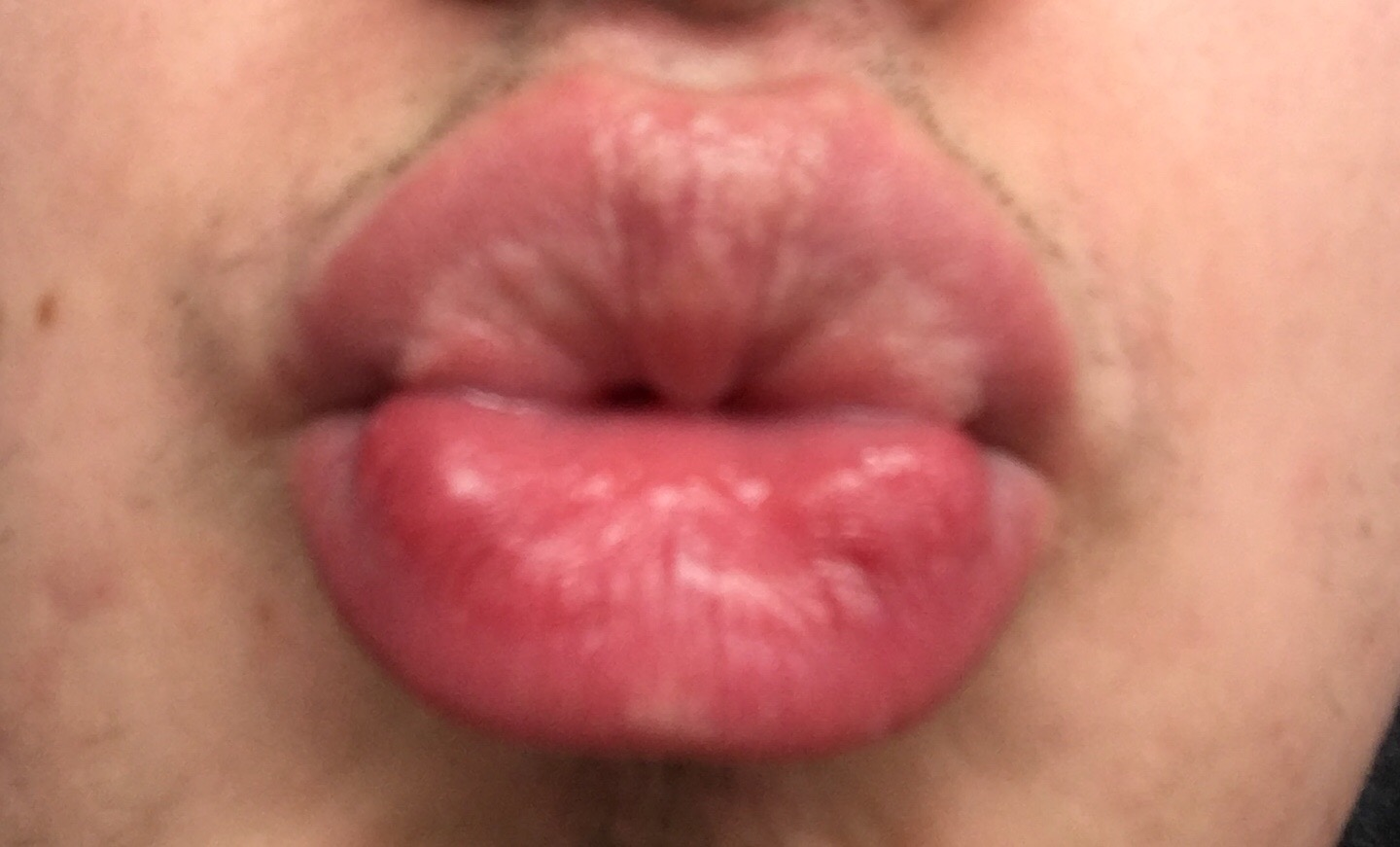
Гранули Фордайса на губах

На стовбурі статевого члена гранули Фордайса більш помітні, коли шкіра розтягнута, краще спостерігаються під час ерекції. Також гранули можуть з'явитися на шкірі мошонки.
Гранули Фордайса ротової порожнини чи губ виглядають як рисоподібні гранули білого або жовто-білого кольору. Вони являють собою безболісні папули (невеликі горбики), розміром приблизно 1–3 мм. Найпоширенішим місцем є уздовж лінії губ, на слизовій оболонці ротової порожнини або на слизовій оболонці щік (всередині щік) у комісуральній області, часто двобічно. Вони також можуть виникати на ретромолярній подушечці нижньої щелепи та в ділянці мигдаликів. Дехто має сотні гранул, але більшість — лише одну або дві.
Є випадки, коли декілька сусідніх залоз об'єднуються у більш велику, схожу на цвітну капусту. У такому випадку може бути важко діагностувати явище як гіперплазію сальної залози чи аденому сальної залози. Будь який діагноз може бути спірним, оскільки обидва утворення мають однаковий протокол лікування, хоча аденома має більший потенціал росту. Також існують застереження про сальний рак ротової порожнини, який, ймовірно, виникає з гранул Фордайса або гіперпластичних вогнищ сальних залоз. 
У деяких людей із Гранулами Фордайса при стисканні залози виділяють густі крейдоподібні виділення.

## Причини
У нормі сальні залози зустрічаються лише разом із волосяним фолікулом. 
Гранули більш виражені у людей з жирним типом шкіри, з деякими ревматичними захворюваннями та при спадковому неполіпозному колоректальному раку. В останньому випадку гранули Фордайса найчастіше виникають у нижній частині ясен і слизовій оболонці вестибулярного відділу.

## Діагностика
Велика кількість гранул, що об'єднуються в одну більшу, можна назвати доброякісною гіперплазією сальних залоз, а іноді можуть спостерігатися невеликі утворення заповнені кератином псевдокісти, які необхідно відрізняти від епідермоїдної кісти або дермоїдної кісти з придатками сальних залоз. Лікар повинен бути обережним, щоб диференціювати такі ураження від новоутворень слинної залози з сальними клітинами, таких як сальна лімфаденома та сальна карцинома.
Оральні гранули Фордайса зазвичай не піддаються біопсії, оскільки вони легко діагностуються клінічно, але їх часто можна зустріти як випадкову знахідку біопсії слизової оболонки щічної, губної та ретромолярної слизової. Гранули схожі на звичайні сальні залози шкіри, але не мають волосяних фолікулів і майже завжди не мають протокового зв'язку з поверхнею. Залози розташовані безпосередньо під верхнім епітелієм і часто створюють локальне підвищення епітелію. Окремі сальні клітини великі, з центральними темними ядрами та рясною пінистою цитоплазмою.

### Класифікація
Сальні залози є нормальними структурами шкіри, але їх також можна знайти ектопічно в ротовій порожнині, де вони називаються ротовими гранулами Фордайса або ектопічними сальними залозами. На крайній плоті вони називаються залозами Тайсона, не плутати з hirsuties coronae glandis.
Коли вони з'являються на статевому члені, їх також називають сальними залозами статевого члена.

## Лікування
Більшість лікарів вважають це нормальним фізіологічним явищем і не рекомендують лікування.

## Прогноз
Гранули Фордайса абсолютно доброякісні і не потребують лікування. Вони зустрічаються у 70-80 відсотків дорослих. Часто їх присутність вважається нормальною анатомічною дисперсією, а не справжнім захворюванням. 

## Епідеміологія
Ця зміна нормальної анатомії спостерігається у більшості дорослих. Вважається, що близько 80 % людей мають оральні гранули Фордайса, але гранули рідко зустрічаються у великій кількості. Вони зазвичай не помітні у дітей і, як правило, з'являються приблизно у віці 3 років, потім посилюються під час статевого дозрівання та стають більш очевидними у дорослому віці. У самців вони більш помітні.

## Історія
Вони названі на честь американського дерматолога Джона Аддісона Фордайса.